# Tamames
Tamames település Spanyolországban, Salamanca tartományban. Tamames Sepulcro-Hilario, Abusejo, La Sagrada, Berrocal de Huebra, Tejeda y Segoyuela, Aldeanueva de la Sierra, El Cabaco és Puebla de Yeltes községekkel határos. Lakosainak száma 785 fő (2024).

## Népesség
A település népessége az elmúlt években az alábbi módon változott:
| Lakosok száma | 1000 | 992  | 966  | 979  | 918  | 856  | 805  | 781  | 811  | 785  |
|               | 2001 | 2004 | 2007 | 2009 | 2012 | 2014 | 2017 | 2019 | 2022 | 2024 |